# الجیراه
ال-جیراه یک منطقهٔ مسکونی در یمن است که در استان صنعا واقع شده‌است.